# Claude Jade
Claude Marcelle Jorré (Dijon, França, 8 d'octubre de 1948 – Boulogne-Billancourt, 1 de desembre de 2006), coneguda com a Claude Jade, va ser una actriu francesa.

## Biografia
Filla de professors d'anglès, va passar tres anys a l'Escola d'Art Dramàtic. Es va traslladar a París i va començar a actuar en produccions de televisió i teatre. Va ser per François Truffaut, que li va donar el paper a Christine Darbon, xicota del seu àlter ego Antoine Doinel a Baisers volés. El seu debut a la pantalla va causar una gran sensació i li donà una projecció internacional. Va repetir el seu paper com a Christine a Domicile conjugal i L'amour en fuite, també de Truffaut. La crítica estatunidenca Pauline Kael considera que Claude Jade «sembla una Catherine Deneuve menys etèria, més pràctica». La seva irrupció a la pantalla gran de la mà de Truffaut li va obrir la porta a altres grans directors, com el britànic Alfred Hitchcock, amb qui el 1969 va treballar a Topaz, on va interpretar el personatge de Michèle Picard, filla d'un agent secret i esposa d'un periodista.
Més tard, Edouard Molinaro li va oferir interpretar a Mon oncle Benjamí el paper de l'esposa de Jacques Brel, que va permetre a l'actriu treballar al costat del popular cantant i incrementar així la seva popularitat.
Le bateau sur l'herbe de Gérard Brach, Home sweet home, de Benoit Lamy, són altres de la seva trentena de films, una sèrie que va acabar el 1998 amb Le Radeau de la méduse, d'Irajd Azimi.
La televisió li va permetre mantenir contacte amb la interpretació amb treballs en sèries policíaques, i on va interpretar el seu paper més popular com a Véronique d'Hergemont, heroïna de L'île aux trente cercueils (1979), Suzan Frend a El gran secret (1989) i des de 1998 fins al 2000 com a Anna a la sèrie de televisió Cap des pins. L'última actuació de Jade va ser a l'obra de Rampal Celimene et le Cardinal, que es va exhibir a París i a alguns festivals en els últims mesos.
"L'actriu Claude Jade, que ja patia càncer, tenia un ull de plàstic per a les seves actuacions", diu Rampal. "Abans de morir, va estar llegint un guió per a una pel·lícula de televisió que esperava filmar en els pròxims mesos", va indicar. Va morir l'1 de desembre de 2006 als 58 anys d'un càncer a l'ull.

## Premis
- New wave al Festival Internacional de Cinema de Palm Beach Miami pel seu paper com a creadora de tendències (2000).
- Cavaller de la legió d'honor de França.

## Filmografia
- 1968: Baisers volés, de François Truffaut, amb Jean-Pierre Léaud
- 1968: Sous le signe de Monte-Cristo, d'André Hunebelle, amb Pierre Brasseur, Paul Barge
- 1968: Topaz, d'Alfred Hitchcock, amb Frederick Stafford
- 1969: Le Témoin, d'Anne Walter, amb Gérard Barray
- 1969: Mon oncle Benjamin, d'Édouard Molinaro, amb Jacques Brel
- 1970: Domicile conjugal, de François Truffaut, amb Jean-Pierre Léaud
- 1970: Le Bateau sur l'herbe, de Gérard Brach, amb Jean-Pierre Cassel
- 1972: Les Feux de la Chandeleur, de Serge Korber, amb Annie Girardot
- 1972: Home sweet Home, de Benoît Lamy, amb Jacques Perrin
- 1973: Number one, de Gianni Buffardi, amb Renzo Montagnani
- 1973: Meurtres à Rome, de German Lorente, amb Frederick Stafford
- 1973: Prêtres interdits, de Denys de La Patellière, amb Robert Hossein
- 1974: Le Malin Plaisir, de Bernard Toublanc-Michel, amb Jacques Weber
- 1975: Maître Pygmalion, de Jacques Nahum, amb Georges Descrières
- 1975: Trop c'est trop, de Didier Kaminka, amb Didier Kaminka
- 1975: Le Choix, de Jacques Faber, amb Gilles Kohler
- 1975: Le Cap du nord, de Kei Kumai, amb Go Kato, Tomoko Ogawa
- 1977: Une spirale de brume, d'Eriprando Visconti, amb Duilio del Prete
- 1978: Le Pion, de Christian Gion, amb Henri Guybet, Claude Piéplu
- 1978: L'Amour en fuite, de François Truffaut, amb Jean-Pierre Léaud
- 1980: Téhéran 43, d'Alexandre Alov et Vladimir Naoumov, amb Armen Djigarkhanian
- 1981: Lenin a París, de Serguei Iutkevitx, amb Iuri Kaiurov
- 1981: Le bahut va craquer, de Michel Nerval, amb Michel Galabru
- 1981: Quelqu'un manque, curtmetratge de Jean-Claude Messager
- 1982: L'Honneur d'un capitaine, de Pierre Schoendoerffer, amb Nicole Garcia
- 1983: Rendezvous in Paris, de Gabi Kubach, amb Harald Kuhlmann
- 1986: L'Homme qui n'était pas là, de René Féret, amb René Féret
- 1987: le Radeau de la Méduse, d'Iradj Azimi, amb Jean Yanne (distribuït el 1998)
- 1987: Qui sont mes juges?, d'André Thiery, amb Jean-Pierre Rives (inèdit)
- 1991: Tableau d'honneur, de Charles Némès, amb Guillaume De Tonquédec
- 1992: Bonsoir, de Jean-Pierre Mocky, amb Michel Serrault, Jean-Claude Dreyfus
- 2000: Scénario sur la drogue (La Rampe), de Santiago Otheguy (curtmetratge)
- 2003: À San Remo, de Julien Donada, amb Daniel Duval

## Televisió selectiva
- 1965: Le Crime de la rue de Chantilly, de Guy Jorré
- 1967: Prunelle, sèrie d'Edmond Tiborowsky (dif. 1969)
- 1968: Les Oiseaux rares, sèrie de Jean Dewever (dif. 1969)
- 1968: Allô Police (sèrie), ep. Rétour à l'envoyeur (dif. 1970)
- 1969: Le Songe d'une nuit d'été, de Jean-Christophe Averty
- 1970: Mauregard, fulletó de Claude de Givray, amb Richard Leduc
- 1971: Shéhérazade, de Pierre Badel, ama Pierre Michaël, Anicée Alvina
- 1972: Le Château perdu, de François Chatel, amb Michel Pilorgé
- 1972: La Mandragore, de Philippe Arnal, amb Paul Barge
- 1974: Malaventure ép. Monsieur seul, de Joseph Drimal, amb Michel Vitold
- 1974: Au théâtre ce soir: Il y a longtemps que je t'aime, de Jacques Deval, amb Jean Barney
- 1975: Mamie Rose, de Pierre Goutas, amb Gisèle Casadesus
- 1975: Les Robots pensants, de Michel Subiela, amb François Dunoyer
- 1976: Les Anneaux de Bicêtre, de Louis Grospierre, amb Michel Bouquet
- 1976: L'Internement, de Gérard Chouchan, amb Michel Creton
- 1977: Les amours sous la révolution, de Jean-Paul Carrère, amb Bernard Alane
- 1977: Claude Jade lit Madame de Sévigne, telefilm de Jean Cornet
- 1977: Ulysse est revenu, de Jean Dewever, amb Maxence Mailfort
- 1978: Fou comme François, de Gérard Chouchan, amb Michel Creton
- 1978: Au théâtre ce soir: Volpone, de Jules Romains i Stephan Zweig, amb Jean Le Poulain, Francis Huster
- 1979: l'Île aux trente cercueils, fulletó televisat de Marcel Cravenne amb J.Paul Zehnacker
- 1979: Antenne à Francis Perrin, de Jean Kerchbron C. Jade en els papers de Marceline i de Camille
- 1980: La Grotte aux loups, de Bernard Toublanc-Michel, amb Alain Claessens
- 1980: Nous ne l'avons pas assez aimée, de Patrick Antoine, amb Gilles Segal
- 1981: Treize, de Patrick Villechaize, amb Michel Creton
- 1981: Au bout du chemin, de Daniel Martineau, amb Robert Benoîst
- 1981: Commissaire Moulin, de Jean Kerchbron ép. L'amie d'enfance, amb Yves Rénier
- 1982: Lise et Laura, de Henry Helman, amb Michel Auclair, Bernard Malaterre
- 1984: Ma fille, mes femmes et moi, fulletó de Pier Giuseppe Murgia, amb Gianni Morandi
- 1984: Une petite fille dans les tournesols, de Bernard Férie, amb Bruno Pradal
- 1985: Vivement Truffaut, documental de Claude de Givray
- 1988: Le Grand Secret, fulletó televisat de Jacques Trébouta
- 1990: Le Voyageur ép. Windows de René Manzor, amb David Marshall Grant
- 1990: Fleur bleue, fulletó televisat de Jean-Pierre Ronssin, amb Hélène Rames
- 1991: L'Éternité devant soi, de Stéphane Bertin, amb Cyril Jarousseau
- 1992: Au bonheur des autres, de Charles Bitsch, amb Roger Mirmont
- 1993: La tête en l'air, feuilleton de Marlène Bertin, amb Valérie Karsenty
- 1993: Eugénie Grandet, de Jean-Daniel Verhaeghe, amb Jean Carmet
- 1994: Navarro, ép. Sentiments mortels, amb Jean-Claude Dauphin
- 1994: Julie Lescaut, ép. Rumeurs, de Marion Sarrault
- 1995: Belle Époque, telefilm de Gavin Millar, amb André Dussollier
- 1995: Porté disparu, de Jacques Richard, amb Georges Claisse
- 1997: Un enfant au soleil, de Gilles Béhat, amb Alicia Alonso
- 1998: Une femme d'honneur ép. Mémoire perdue, amb Philippe Morier-Genoud
- 1998-2000: Cap des Pins, sèrie (1998-2000), amb Paul Barge
- 2000: Sans famille, de Jean-Daniel Verhaeghe, amb Pierre Richard
- 2004: La Crim' ép. Le secret, de Dominique Guillo, amb Jean-François Garreaud
- 2005: Groupe flag ép. Vrai ou faux, amb Patrick Fierry, Sophie de La Rochefoucauld

## Teatre (entre altres)
- 1964: L'École des femmes de Molière (Dijon)
- 1967: Henri IV de Luigi Pirandello (París)
- 1971: Je t'aime de Sacha Guitry (París)
- 1972: Les Oiseaux de lune de Marcel Aymé (París)
- 1974: Il y a longtemps que je t'aime de Jacques Deval (París)
- 1975: La guerre de Troie n'aura pas lieu de Jean Giraudoux (Lió)
- 1977: Port-Royal de Henry de Montherlant (Lió)
- 1978: Intermezzo de Jean Giraudoux (Lió)
- 1978: Volpone de Jules Romains et de Stephan Zweig (París)
- 1980: Britannicus de Jean Racine (Lió)
- 1983: Les Exilés de James Joyce (Lió)
- 1984: Le Faiseur d'Honoré de Balzac (Lió)
- 1986: L'Interrogatoire de Vladimir Volkoff (París)
- 1988: Regulus 93 de Catherine Decours (Nantes)
- 1991: Un château au Portugal de Julien Vartet (París)
- 1992: Dissident il va sans dire de Michel Vinaver (Dijon)
- 2001: Lorenzaccio de George Sand et Alfred de Musset (París)
- 2006: Célimène et le Cardinal de Jacques Rampal (París)